# 第58師団 (日本軍)
第58師団（だいごじゅうはちしだん）は、太平洋戦争開戦後に中国に在った独立混成旅団を改編し占領地の警備と治安維持を目的に編成された治安師団の一つであり、4つの独立歩兵大隊から成る歩兵旅団を2つ持ち、砲兵連隊を持たない丁師団（丙師団とも）である。なお軍旗は連隊に下賜されるため、軍旗を持たない兵団である。 

## 概要
1942年（昭和17年）2月2日軍令陸甲第8号により編成下令、独立混成第18旅団を改編して編成された。前身である独立混成第18旅団は、復員した第106師団隷下の歩兵第136旅団の人員や装備を譲り受けていたので、第58師団の補充業務は熊本師管（1945年に熊本師管区）が担当した。

## 沿革
師団は、1942年（昭和17年）2月2日に漢口で編成された後、2月27日の大陸命第602号により第11軍戦闘序列に編入され、司令部を応城に置き、前身であった独立混成第18旅団の任務を引き継ぎ応城付近の警備や治安維持に従事した。
1944年（昭和19年）5月からは大陸打通作戦第二段の湘桂作戦に参加、同年6月18日湖南省長沙を攻略、また衡陽攻略作戦や桂林作戦などでは主力を勤め、11月10日に桂林城内に突入し激戦の末占領した。作戦終了後は第11軍司令部の置かれた柳州の北東側の桂林方面の警備を担当した。なお南側の南寧方面は第3師団、西側の宜山方面は第13師団が担当した。
大陸打通達成後、第37師団と第22師団は仏印方面に去り、1945年（昭和20年）4月1日に連合国軍が沖縄に上陸するなど戦局の変化から広西省方面の日本軍は撤退を開始、第3師団と第13師団は4月18日に支那派遣軍直轄師団となり、これを南京方面に撤退させる為のしんがり部隊となって追撃する中国軍と交戦、多くの犠牲を出した。
柳州の北北東約30kmの鹿寨に在った第58師団隷下の独立歩兵第94大隊は、第3師団と交代のため一旦南下し4月13日に南寧に到着、5月26日まで確保した後南寧を放棄し5月29日には賓陽まで戻った。
そのころ、第13師団司令部は5月27日に宜山から撤退、第13師団しんがりの歩兵第65連隊は6月13日宜山から撤退し、6月18日から6月28日まで柳州の北西約25kmの柳城を警備、第11軍司令部はその間の6月19日に湖南省方面に向けて撤退を開始した。
第58師団隷下の独立歩兵第106大隊は、7月4日全軍のしんがり部隊となり警備地の鹿寨から撤退、その後第58師団隷下の各隊が随時反撃し追撃を振り切りながら撤退を続け、8月16日にも白沙舗と全県の中間地点で独立歩兵第106大隊が追撃する中国軍と交戦これを撃退し、中国戦線最後の戦闘となった。

## 師団概要

### 編制
（師団全体：人員11,627人、馬匹1,023頭、車両92両）
- 師団司令部：59人、17頭、19両
- 歩兵旅団×2：各5,102人、346頭、4両

旅団司令部：114人、18頭、4両
独立歩兵大隊×4：各1,247人、82頭
大隊本部：30人、4頭
歩兵中隊×5：各195人、0頭
機関銃中隊：132人、50頭
歩兵砲中隊：130人、60頭、山砲2門、歩兵砲2門
- 工兵隊：175人、6頭
- 通信隊：324人、44頭
- 輜重隊：472人、208頭、55両
- 野戦病院：349人、45頭、10両
- 病馬廠：44人、11頭

### 歴代師団長
- 下野一霍 中将：1942年（昭和17年）2月3日 - 1944年3月1日[1]
- 毛利末広 中将：1944年（昭和19年）3月1日 - 1945年3月9日[2]
- 川俣雄人 中将：1945年（昭和20年）3月9日 - 終戦[3]

### 参謀長
- 角和善助 大佐：1942年（昭和17年）2月3日 - 1943年8月2日[4]
- 有馬純雄 大佐：1943年（昭和18年）8月2日[5] - 1944年12月21日[6]
- 高原篤重 大佐：1944年（昭和19年）12月21日 - 終戦[7]

### 最終所属部隊
- 歩兵第51旅団：白浜重任少将
  - 独立歩兵第92大隊：松元実大尉
  - 独立歩兵第93大隊：平田友市少佐
  - 独立歩兵第94大隊：小林正道大尉
  - 独立歩兵第95大隊：稲垣陽大佐
- 歩兵第52旅団：永田文雄少将[8]
  - 独立歩兵第96大隊：立川惣四郎大尉
  - 独立歩兵第106大隊：河野一馬大尉
  - 独立歩兵第107大隊：築島長作少佐
  - 独立歩兵第108大隊：山田善之輔大尉
- 第58師団工兵隊：鈴木孝夫大尉
- 第58師団輜重隊：和田喜代治少佐
- 第58師団通信隊：狩谷伝次郎少佐
- 第58師団野戦病院：魚住清軍医少佐
- 第58師団野戦病院外科診療主任第2班長：米満政吉軍医少佐.
- 第58師団病馬廠：前田甚蔵獣医大尉